# De Dietrich 16 CV
De Dietrich 16 CV ist die Bezeichnung für mehrere Pkw-Modelle von der Société de Dietrich et Cie de Lunéville in Frankreich. CV ist ein Hinweis auf Cheval fiscal, der damaligen steuerlichen Einstufung in Frankreich.

## Die Modelle im Einzelnen
- De Dietrich Type Ibis von 1902 bis 1903
- De Dietrich Type SI von 1904
- De Dietrich Type CI von 1905